# Top Gear (журнал)
«Top Gear» — автомобильный журнал, который издается «BBC Worldwide», назван в честь телевизионной передачи «Top Gear» 1977 года. Первый выпуск вышел в октябре 1993 года.
Ведущие передачи — Ричард Хаммонд, Джеймс Мэй и Джереми Кларксон — постоянно пишут статьи для журнала. А гонщик Стиг так же как и в передаче проводит тесты автомобилей.

## Содержание журнала
- Тесты новых автомобилей.
- Обзор новых концепт-каров.
- Письма читателей.
- Колонка Джереми Кларксона.
- Колонка Ричарда Хаммонда.
- Колонка Джеймса Мэя.
- Колонки других автомобильных обозревателей.
- Интервью со звёздами.
- Обзор новинок.
- Рассказы о гоночных автомобилях.
- Статьи об испытаниях машин в различных условиях.
- Каталог автомобилей.

## Машина года
- 1997: Ford Puma
- 1998: Ford Focus
- 2000: Fiat Multipla
- 2002: Range Rover
- 2003: Jaguar XJ
- 2004: Nissan 350Z
- 2005: Toyota Aygo и Bugatti Veyron
- 2006: Jaguar XK
- 2007: Subaru Legacy, Ford Mondeo и Audi R8
- 2008: Volkswagen Scirocco
- 2009: Ferrari 458 Italia
- 2010: Citroën DS3
- 2011: Range Rover Evoque
- 2012: Toyota GT86
- 2013: Ford Fiesta ST
- 2014: BMW i8
- 2015: Ford Focus RS

## Суперкар года
- 2006: Ferrari 599 GTB Fiorano
- 2007: Nissan GT-R
- 2008: Chevrolet Corvette C6 ZR1
- 2009: Ferrari 458 Italia
- 2010: Koenigsegg Agera
- 2011: Lamborghini Aventador
- 2012: Ferrari F12 Berlinetta
- 2013: Ferrari 458 Speciale
- 2014: Lamborghini Huracán
- 2015: Ferrari 488 GTB

### Автомобиль десятилетия
- 2010: Bugatti Veyron

## Человек года
- 2007: Льюис Хэмилтон, Питер Робертс, Колин Макрэй, Стив Фоссетт, Дарио Франкитти, Лука Де Мео, Ангела Меркель, Майкл Бэй.
- 2009: Харухико Танахаси, Себастьян Лёб, Фердинанд Пих, Волкер Морхивергер, Росс Браун, Дженсон Баттон, Барак Обама, Марк Ллойд (британский дизайнер Citroën).

## Тираж
По лицензии журнал выходит в следующих странах: Китай, Чехия, Греция, Филиппины, Индонезия, Южная Корея, Россия, Нидерланды, Новая Зеландия, Таиланд, Индия, Румыния, Швеция и несколько раз в Малайзии и в Сингапуре. 7 мая 2007 года журнал был выпущен в Болгарии, 16 ноября 2007 года в Италии, 14 февраля 2008 года в Польше. В Австралии журнал издаётся с июня 2008 года, а в Гонконге с октября 2008 года.
Самые большие тиражи журнала выходят в следующих странах — Великобритания, после года продаж в России и Польше.
В январе 2010 года у журнала Top Gear вышел юбилейный 200-й выпуск.